# Prințesa Augusta de Hesse-Cassel
Prințesa Augusta de Hesse (germană Auguste Wilhelmine Louise von Hessen; n. 25 iulie 1797 – d. 6 aprilie 1889) a fost soția Prințului Adolphus, Duce de Cambridge. Soțul ei a fost al 20-lea copil născut și al 17-lea fiu al regelui George al III-lea al Regatului Unit și al reginei Charlotte de Mecklenburg-Strelitz. Prințesa Augusta a fost bunica maternă a viitoarei regine Mary de Teck, soția  regelui George al V-lea al Regatului Unit.

## Biografie
Prințesa Augusta a fost a treia fiică a Landgrafului Frederic de Hesse-Kassel și a soției acestuia, Prințesa Caroline de Nassau-Usingen. S-a născut la castelul Rumpenheim, în 1797. Prin tatăl ei a fost strănepoata regelui George al II-lea al Marii Britanii, bunicul ei fusese căsătorit cu fiica lui George al II-lea, Mary.  Fratele mai mare al tatălui ei a fost Landgraf de Hesse-Kassel. În 1803, titlul unchiului ei a fost ridicat la rang de Elector de Hesse.
La 7 mai, la Kassel, și apoi din nou, la 1 iunie 1818 la Palatul Buckingham, Prințesa Augusta s-a căsătorit cu vărul ei primar, Ducele de Cambridge, când ea avea 20 iar el 44 de ani. Ducele și Ducesa de Cambridge au avut trei copii.
Din 1818 până la urcarea pe tron a reginei Victoria și separarea coroanei britanice și a celei din Hanovra în 1837, Ducesa de Cambridge a locuit în Hanovra, unde Ducele a servit drept vicerege în numele fraților săi, George al IV-lea și William al IV-lea. Apoi, ducele și ducesa de Cambridge s-au întors în Marea Britanie, unde au locuit la Cambridge Cottage, Kew și mai târziu la Palatul St. James. Ducesa de Cambridge a supraviețuit soțului ei cu treizeci și nouă de ani, ea a murit la vârsta de nouăzeci și unu de ani. Regina Victoria a scris despre moartea ei: "Foarte trist, deși nu pentru ea. Dar este ultima din generația ei și nu mai am pe nimeni mai în vârstă decât mine".
Prințesa Augusta a fost înmormântată la biserica Sf.Ana din Kew, însă rămășițele au fost transferate mai târziu la Capela St George de la Castelul Windsor.